# L'Hospital (Tarrés)
L'Hospital és una muntanya de 663 metres que es troba entre els municipis de Tarrés i Vinaixa, a la comarca catalana de les Garrigues.